# João Pereira (Diplomat)
João Pereira (* 2. Juli 1966) ist ein osttimoresischer Diplomat. Am 22. Mai 2024 wurde er als neuer osttimoresischer Botschafter in Vietnam vereidigt. Zuvor war Pereira seit 2022 Berater für internationale Beziehungen bei Präsident José Ramos-Horta und arbeitete lange sowohl bei den Vereinten Nationen als auch bei der Regierung Osttimors.